# Benjamin Linus
Benjamin "Ben" Linus, også kendt som Henry Gale, er en fiktiv karakter i den amerikanske tv-serie Lost. Ben er spillet af Michael Emerson og havde en tilbagevendende rolle i anden sæson og en fast i tredje.

## Baggrund

### Personlighed
Ben orkestrerer en serie af begivenheder for at få ting som de passer ham. Han lægger som udgangspunkt ikke skjul på sine bedrag når de først afsløres. Han fortæller selv Jack at de havde en "vidunderlig" plan til at knække ham, han fortæller selv Mikhail at han havde løjet om The Looking Glass, mm. Hvis han bekymrer sig om andre mennesker, er han ikke udstyret til at vise tegn herom; Tilsyneladende ikke engang overfor sin egen datter, hvis biologiske bånd kan menes omstridt.

## Biografi
Benjamin fødes to måneder før tid, i en skov nær Portland, USA, men den tidlige fødsel medfører moderens død. Bens far, Roger Linus, ansættes senere som pedel hos Dharma Initiative, og bringer Ben med sig til øen.
Ben lever under konstante beskyldninger om at være skyld i sin mors død, og pga. den deprimerende tilværelse udvikler Roger et alkoholproblem. En aften løber en mentalt afkræftet Ben hjemmefra og stifter bekendtskab med Richard Alpert (Nestor Carbonell), der forklarer Ben, at hvis han virkelig ønsker at tilslutte sig Richards flok, så må han væbne sig med tålmodighed. 20 år senere deltager Ben i Udrensningen, hvor hele Dharma-besætning myrdes, Roger inklusive.
To dage før flystyrtet, fortæller Juliet at han har en svulst på rygsøjlen.

### Efter flystyrtet
Der vides ikke meget om Bens foretagende i første sæson, andet end at han iværksætter en infiltrering af The Castaways og at han bringer Juliet til The Flame, fordi hun beskylder ham for at være en løgner. På The Flame beviser han overfor hende at de har helbredt hendes søsters kræft.

#### Sæson 2
Ben lader sig kidnappe af Danielle Rousseau og overdrages til The Castaways. Han går under dæknavnet Henry Gale og påstår at være nødlandet efter en luftballonsrejse. Ben bliver tortureret af Sayid Jarrah der aldrig lærer at stole på ham, og da beviserne for Bens løgn opsnappes, må han afvente sin befrielse af Michael Dawson.
Ben forsøger i mellemtiden at vende Locke og Jack mod hinanden, primært ved at gøre Locke opmærksom på at Jack "træder på ham."

#### Sæson 3
Ben afslører sig om lederen af The Others overfor Jack, Kate og Sawyer. Han beder Juliet skabe en bånd til Jack for at knække ham, mens han selv har en seriøs samtale med Kate på stranden.
Manipulation til operationen.
Ben kommer i kontakt med Locke om ubåden.
Ben forklarer Juliet hendes mission og de forlader Otherville.
Han efterlader Locke efter det manglende drab på Anthony.
Mikhail opsporer sine allierede og fortæller Ben hvad The Castaways har i sinde at gøre. Han drager personligt ud for at tale dem fra at omkode nødsignalet i radiotårnet. I en intens afpresning mod Jack simulerer Bens medsammensvorne drabet af Sayid, Bernard og Jin, hvorefter Jack i raseri overfalder ham. Jack bringer Ben med tilbage til de andre overlevende, hvor han eventuelt ser sig nødsaget til at genforene Danielle og Alex. Umiddelbart før Jack kontakter Naomis fragtskib, postulerer Ben at hvis han opnår kontakt med dem, så vil det blive begyndelsen på afslutning og at alle vil dø.

#### Sæson 4
Ben ser Kate stjæle radioen fra Jacks lomme, og slæbes med ud for at finde Naomi, sammen med Danielle og Jack. Da sporet ender blindt, fortæller Ben hvad han ved om Kate og radioen. Da de overlevende splittes mellem dem der går med Locke og dem der går med Jack, drager han med Locke. Men da han provokerer Sawyer med hans mulige tab af Kate til Jack, overbevises Sawyer om at Ben bør henrettes. Ikke alene fordi han er en dygtig manipulatør, men fordi han har haft skudt Locke. Senere skyder Ben Charlotte, og Ben kommer atter tæt på sin eventuelle henrettelse. Ben taler Locke fra henrettelsen, blandt andet ved at give en kort opsummering af Charlottes biografi, og ved at afsløre at han har en mand om bord på fragtskibet. Da Lockes flok ankommer til The Barracks anbringes han i samme lokale som Sayid senere også smides ind i. Kate bringer Ben og Miles sammen for selv at få informationer fra den nyankomne. De aftaler at Ben giver $3.200.000 hvis ellers Miles fortæller at Ben er død, til resten.

### Efter øen
Ben er Sayids arbejdsgiver og hyrer ham til diverse lejemorderopgaver. Desuden opsøger han Jack hos bedemanden hvor Locke (under alias Jeremy Bentham) opbevares, og fortæller han må bringe alle seks fra Oceanic tilbage til øen.

## Fodnoter
1. ↑  Lost: 
"The Beginning of the End" (Sæson 4, afsnit 1). Manuskript af Damon Lindelof & Carlton Cuse.  Broadcasted første gang på American Broadcasting Company den 31. januar 2008.
2. ↑  Lost: 
"Confirmed Dead" (Sæson 4, afsnit 2). Manuskript af Drew Goddard & Brian K. Vaughan.  Broadcasted første gang på American Broadcasting Company den 7. februar 2008.
3. 1 2  Lost: 
"The Economist" (Sæson 4, afsnit 3). Manuskript af Edward Kitsis & Adam Horowitz.  Broadcasted første gang på American Broadcasting Company den 14. februar 2008.
4. ↑  Lost: 
"Eggtown" (Sæson 4, afsnit 4). Manuskript af Elizabeth Sarnoff & Greggory Nations.  Broadcasted første gang på American Broadcasting Company den 21. februar 2008.
5. ↑  Lost: 
"There's No Place Like Home: Part 2 & 3" (Sæson 4, afsnit 13). Manuskript af Damon Lindelof & Carlton Cuse.  Broadcasted første gang på American Broadcasting Company den 29. maj 2008.